# Tongjing
Tongjing (kinesiska: 统景) är en köping i sydvästra Kina. Den ligger i stadsdistriktet Yubei i storstadsområdet Chongqing, omkring 42 kilometer nordost om det centrala stadsdistriktet Yuzhong. Antalet invånare är 30 673. Befolkningen består av 14 928 kvinnor och 15 745 män. Barn under 15 år utgör 16,0 %, vuxna 15-64 år 65 %, och äldre över 65 år 17,0 %.